# Gnoseologia
La gnoseologia (AFI: /ɲozeoloˈʤia/; dal greco gnósis, «conoscenza», + lógos, «discorso»), chiamata anche teoria della conoscenza, è quella branca della filosofia che studia la natura della conoscenza.

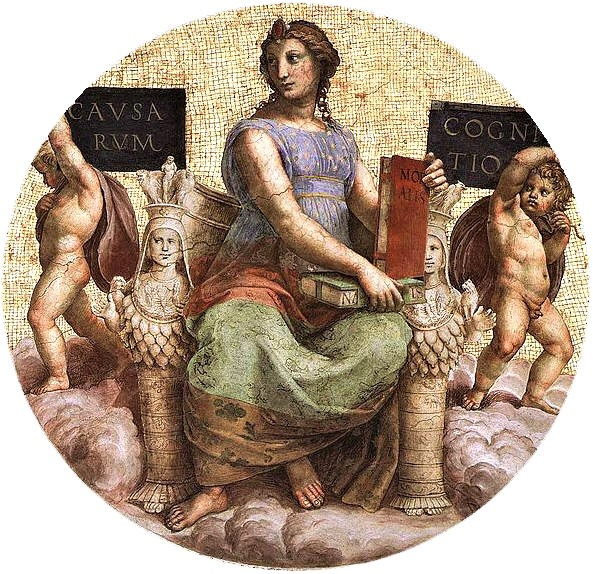
Allegoria della filosofia come causarum cognitio («conoscenza delle cause»), affresco di Raffaello sul soffitto della Stanza della Segnatura ai Musei Vaticani.

In particolare, così come si è consolidata nell'età moderna ad opera della speculazione filosofica di Kant, la gnoseologia si occupa dell'analisi dei fondamenti, dei limiti e della validità della conoscenza umana, intesa essenzialmente come relazione tra soggetto conoscente e oggetto conosciuto.
Occorre precisare che nell'ambito della cultura anglosassone la teoria della conoscenza è chiamata anche e soprattutto epistemology, laddove in Italia con il termine "epistemologia" si designa essenzialmente quella branca della gnoseologia che si occupa della conoscenza scientifica o, in un senso ancora più specifico, la filosofia della scienza.

## Storia
Sebbene le tematiche gnoseologiche abbiano assunto importanza soprattutto a partire dal XVII secolo, in concomitanza con la nascita della scienza moderna, la questione della conoscenza si è posta fin dalle origini della filosofia.

### Filosofia antica
Il pensiero classico ha distinto forme diverse di conoscenza, ovvero l'opinione e la scienza, discutendone il valore di verità.
Per i filosofi greci l'opinione (δόξα), poiché si fonda sull'esperienza sensibile, è ingannevole e instabile, e quindi si contrappone al vero sapere scientifico. Al contrario la scienza (ἐπιστήμη), essendo fondata sulla ragione, è il modello della conoscenza certa e incorruttibile.
Parmenide per primo svalutò la conoscenza sensoriale, affermando l'importanza di un sapere dedotto esclusivamente dalla ragione. Un tale sapere però risultava non oggettivabile, essendo senza predicato: per Parmenide infatti, dell'Essere si può dire soltanto che esso è, e nient'altro. La gnoseologia parmenidea risulta pertanto totalmente sottomessa all'ontologia, cioè alla dimensione statica dell'essere.
Se con la sofistica ritornò una forma di conoscenza basata esclusivamente sulla doxa, in quanto incentrata sull'eristica indipendentemente da ogni valore di verità, fu quindi Socrate a sollevare per primo, in maniera radicale, il problema gnoseologico, mettendo in discussione le basi e le fondamenta del sapere: cosa sappiamo noi? Chi può dirsi veramente sapiente? Con Socrate ha inizio un'attività maggiormente dinamica del pensiero; egli affermò che la vera conoscenza non ci viene dall'esterno, ma nasce all'interno dell'anima; ragion per cui non è insegnabile. Il maestro può solo aiutare l'allievo a partorirla da sé (arte della maieutica).
Platone seguì le orme di Parmenide e di Socrate, tuttavia rivalutando in parte l'esperienza sensibile. I sensi infatti, secondo Platone, servono a risvegliare in noi il ricordo delle idee, ossia di quelle forme universali con cui è stato plasmato il mondo e che ci permettono di conoscerlo. Conoscere significa dunque ricordare: la conoscenza è un processo di reminiscenza di un sapere che giace già all'interno della nostra anima, ed è perciò "innato". Per Platone, tuttavia, le idee si trovano al di là del processo logico-dialettico, e quindi (come già in Parmenide e Socrate) esse sono difficilmente oggettivabili, essendo accessibili solo per via di intuizione.
Aristotele formalizzò in maniera più precisa e sistematica il processo conoscitivo, da allora rimasto invariato fino all'Ottocento. Rispetto a Platone, Aristotele rivalutò ulteriormente l'esperienza sensibile, e tuttavia, al pari del suo predecessore, manteneva fermo il presupposto secondo cui l'intelletto umano non si limita a recepire passivamente le impressioni sensoriali, ma svolge un ruolo attivo che gli consente di andare oltre le particolarità transitorie degli oggetti e di coglierne l'essenza in atto. Egli distinse così vari gradi del conoscere: al livello più basso c'è la sensazione, che ha per oggetto entità particolari, mentre a quello più alto c'è l'intuizione intellettuale, capace di "astrarre" l'universale dalle realtà empiriche. Conoscere significa quindi astrarre (dal latino ab + trahere, "trarre da").
Aristotele fu anche il padre della logica formale, che egli teorizzò nella forma deduttiva del sillogismo. La razionalità sillogistica procede logicamente dall'universale al particolare, ma non può in alcun modo garantire la verità dei princìpi primi, dato che proprio da questi deve partire la deduzione. Ecco allora che il compito di stabilire la validità e l'universalità delle premesse, da cui il sillogismo trarrà soltanto delle conclusioni necessariamente coerenti, spetta all'intelletto intuitivo, il quale si avvale in proposito dell'induzione (epagoghé). L'induzione, tuttavia, a differenza del significato che ha assunto presso l'epistemologia contemporanea (che le attribuisce un carattere di consequenzialità logica), non ha per Aristotele la capacità di approdare alle essenze, ma è soltanto un grado preparatorio di avviamento verso l'intuizione intellettuale. Il passaggio dal particolare all'universale non costituisce per lui alcuna forma di "logica induttiva". La logica aristotelica è solo deduttiva:
(Aristotele - Metafisica VII, 9, 1034a, 30-31)
(Aristotele - Analitici secondi II, 7, 92a-92b)

E pur rinnegando l'innatismo di Platone, egli afferma che 
(Aristotele, Sull'anima,  II, V, 417b)
Da questi passi emerge come i princìpi primi su cui Aristotele intende fondare la conoscenza non sono ricavabili dall'esperienza, né da un ragionamento dimostrativo. Come già in Platone, soltanto l'intuizione intellettuale può accedervi: questa rimane per lui il vertice più alto della conoscenza, essendo non solo in grado di dare un fondamento universale e oggettivo ai sillogismi, ma comportando anche un'esperienza contemplativa, tipica di un sapere fine a sé stesso, che per Aristotele costituiva la quintessenza della saggezza.
Riassumendo dunque il quadro della filosofia antica, si può dire che laddove Platone considerava la gnoseologia un ambito limitato, perché basato su un sapere interiorizzato non trasmissibile a parole (si notino gli echi della maieutica socratica), Aristotele individuava questo limite nel fatto che la conoscenza non può prescindere dall'esperienza. In entrambi comunque la gnoseologia resta sottomessa (ora in un modo, ora in un altro) alla sfera ontologica e intuitiva.

### Filosofia medievale
Durante il Medioevo la gnoseologia platonica rimase sostanzialmente invariata; fu però accentuata la dimensione mistica e contemplativa del sapere soprattutto presso i neoplatonici. L'epistème per costoro si colloca non solo al di sopra della dimensione razionale, ma persino al di sopra di quella intuitiva: in Plotino e Agostino infatti, solo con l'estasi ci si può identificare con l'Uno che è a fondamento della realtà. Ritorna quindi la condizione di ineffabilità e impredicabilità dell'Essere che si era avuta con Parmenide.

L'unica concessione che i neoplatonici fecero alla gnoseologia fu quella della teologia negativa, cioè di un sapere che possa avvicinarsi progressivamente a Dio conoscendo di Lui non cosa Egli è, ma piuttosto cosa ‘non’ è.
Anche i capisaldi della gnoseologia aristotelica rimasero pressoché invariati per tutto il Medioevo, ribaditi e valorizzati in particolare da Tommaso d'Aquino.
Tommaso anzi li approfondì, e affermò che la conoscenza deve basarsi sulla corrispondenza tra intelletto e realtà. Ciò significa che la verità viene raggiunta quando le strutture intellettive del soggetto si adeguano a quelle dell'oggetto. Si trattava della posizione nota come realismo moderato, che nell'ambito della disputa sugli universali si contrapponeva al nominalismo, il quale negava consistenza ontologica ai principi conoscitivi dell'intelletto.

### Filosofia moderna
Platonismo e aristotelismo, che avevano delineato i fondamenti, e al tempo stesso i limiti, della gnoseologia (il primo individuandoli nel sapere innato e introspettivo, il secondo nel sapere empirico), costituirono due filoni di pensiero che, seppur originariamente non dissimili, nell'età moderna presero a diversificarsi sempre più.

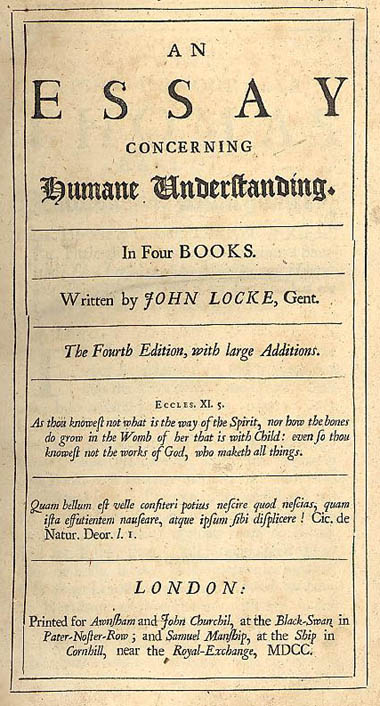
Frontespizio del Saggio sull'intelletto umano di John Locke, pubblicato nel 1690

Da un lato vi fu Cartesio che, rifacendosi all'innatismo platonico, cercò di trasformarlo in un sistema gnoseologico autonomo, che mettesse in grado la ragione di dedurre da sé il vero a priori. Si può dire che la gnoseologia, mentre per Platone era un "mezzo" per elevarsi alla dimensione ontologica, con Cartesio diventa il "fine" stesso della filosofia, a cui l'Essere risulta ora sottomesso. Per Cartesio ha valore soltanto ciò che è oggettivabile e razionalizzabile in forma chiara ed evidente, a partire dall'analisi introspettiva della ragione. Egli diede vita così alla corrente del razionalismo, all'interno della quale, tuttavia, in seguito Spinoza ricollocherà l'immediatezza dell'intuizione al di sopra della discorsività razionale, restituendo alla Sostanza il «principio della sua intelligibilità».
D'altro lato, in Inghilterra iniziò a prodursi una corrente filosofica secondo cui invece la conoscenza deriva unicamente dall'esperienza sensibile. I principali esponenti di questa corrente, che ebbe come precursori Francesco Bacone e Thomas Hobbes, furono John Locke, George Berkeley e David Hume. I princìpi a cui essi intendevano ricondurre ogni forma di conoscenza umana erano essenzialmente due:
- La verificabilità, secondo cui ha senso conoscere soltanto ciò che è verificabile sperimentalmente. Ciò che non è verificabile non esiste o non ha valore oggettivo.
- Il meccanicismo, in base al quale ogni fenomeno (compresa la conoscenza umana) avviene secondo leggi meccaniche di causa-effetto.

Quest'ultimo punto fu fatto proprio soprattutto da Hobbes, e si connette alla convinzione degli empiristi per cui la mente umana è una tabula rasa al momento della nascita, cioè priva di idee innate. Dopo la nascita, le impressioni dei sensi prenderebbero ad agire meccanicamente sulla nostra mente, plasmandola e facendo sorgere in essa dei concetti.
L'empirismo così espresso venne criticato dapprima da Leibniz, il quale riaffermò l'innatismo delle idee, ma contestò anche Cartesio, secondo cui esistono solo quelle idee di cui si ha una conoscenza chiara e oggettiva, deducibili a priori dalla ragione: per Leibniz, invece, esistono anche pensieri di cui non si ha coscienza, e che agiscono a un livello inconscio.
In seguito anche Kant criticò l'empirismo, e affermò che la conoscenza è un processo essenzialmente critico, in cui la mente umana svolge un ruolo fortemente attivo. Operando una sorta di rivoluzione copernicana del pensiero, Kant mise in rilievo come le leggi scientifiche con cui conosciamo il mondo siano modellate dalla nostra mente anziché essere ricavate induttivamente dall'esperienza. La conoscenza per Kant da un lato è a priori, perché nasce dall'attività delle nostre categorie mentali; dall'altro però queste categorie si attivano solo quando ricevono dati empirici da trattare, ottenuti passivamente dai sensi. In tal modo egli ritenne di poter conciliare empirismo e razionalismo.
Va sottolineato che per Kant la conoscenza non è una semplice raccolta di nozioni, ma è la capacità di connettere in maniera critica e consapevole le informazioni che provengono dal mondo esterno: "conoscere" significa quindi collegare.

### Filosofia contemporanea
Dopo Kant, con la nascita dell'idealismo tedesco la gnoseologia sembrò prendere il sopravvento sull'ontologia, anche se in Fichte e Schelling queste due discipline si mantengono pur sempre su un livello paritario, poiché l'Idea da cui essi fanno scaturire il reale è coglibile ancora soltanto con un atto intuitivo (assimilabile all'Uno neoplatonico).
Sarà con Hegel che l'ontologia risulterà definitivamente assorbita dalla Gnoseologia. Hegel infatti costruì un sistema Logico che aveva la pretesa di essere anche ontologico. Le categorie conoscitive, che in Kant erano puramente "formali", diventano insieme "forma e contenuto": sono cioè categorie logiche-ontologiche. 
Hegel si trova quindi agli antipodi di Parmenide e Plotino: la conoscenza per lui non avviene a livello immediato e intuitivo, ma è il frutto di una mediazione razionale, è il risultato cioè di un processo con cui la ragione arriva a dedurre da sé tutta la realtà. Fu l'apoteosi della gnoseologia.
Solo nel Novecento Heidegger cercò di ridare la supremazia all'ontologia, affermando che l'Essere non può mai essere ridotto ad oggetto, perché esso sempre ci trascende. Presumere di poterlo dedurre razionalmente, dandogli un predicato, è stato l'errore fondamentale della metafisica occidentale.
Ma la gnoseologia era giunta ormai ad un punto di svolta, presumendo finalmente di trovare nel sapere scientifico quella garanzia di certezza e oggettività che era stata a lungo inseguita dalla filosofia; e d'altro lato separava nettamente questo sapere dai contenuti della metafisica, a cui Kant per primo aveva negato quelle caratteristiche che ai suoi occhi apparivano come la chiave di successo della fisica e della scienza moderne. Per un verso il dibattito si è trasferito così in ambito strettamente epistemologico, dando luogo al positivismo ottocentesco e quindi ai vari indirizzi della filosofia analitica, sostanzialmente eredi della tradizione empirista anglosassone; per altro verso permane l'ambito della cultura umanistica, artistica e letteraria, separato da quello scientifico da una profonda linea di demarcazione, radicato nell'Europa continentale, portatore delle istanze idealistiche, romantiche, e infine esistenzialiste.

## Principali branche della gnoseologia
Alla luce dei diversi approcci che storicamente hanno affrontato il problema della conoscenza, la gnoseologia è suddivisibile principalmente nelle seguenti branche, spesso reciprocamente incompatibili tra di loro:
- Realismo, per il quale la realtà esiste indipendentemente dal soggetto conoscente: nella disputa sugli universali, ad esso veniva ricondotta la dottrina di Aristotele, ma sotto certi aspetti anche la teoria platonica delle idee;[23]
- Nominalismo, che nega consistenza ontologica ai principi conoscitivi dell'intelletto;
- Empirismo, secondo cui la conoscenza deriva esclusivamente dai sensi o dall'esperienza;[24]
- Razionalismo, per il quale viceversa la ragione è la fonte di ogni nostra conoscenza sul mondo;
- Criticismo, a metà tra i due indirizzi precedenti, per cui la ragione svolge un ruolo fortemente attivo nel processo di conoscenza, ma non può prescindere dall'esperienza sensibile;[25]
- Idealismo, solitamente contrapposto al realismo, che nega autonomia ontologica alla realtà fenomenica, ritenendola il riflesso di un'attività interna al soggetto;
- Scetticismo, per il quale è impossibile raggiungere una qualsivoglia verità;
- Dogmatismo, contrapposto allo scetticismo, convinto che esista una corrispondenza tra le strutture intellettive del soggetto e quelle metafisiche della realtà;[26]
- Fenomenologia, che pone l'accento sulle modalità con cui il soggetto si rapporta intenzionalmente ad un oggetto, indipendentemente dall'esistenza reale di quest'ultimo;[27]
- Costruttivismo, che considera il mondo come il risultato dell'attività costruttrice delle nostre strutture conoscitive;
- Psicologismo, per il quale non solo ogni forma di conoscenza, ma anche le leggi logiche e matematiche sarebbero riconducibili ad istanze soggettive di natura esclusivamente psicologica.